# Аларкон Фольгар, Ромелия
Ромелия Аларкон Фольгар (исп. Romelia Alarcón Folgar; 1900—1971) — гватемальская поэтесса, журналистка и суфражистка. Многие из её произведений посвящены проблемам окружающей среды и прав женщин. Она считается одной из самых выдающихся поэтов Гватемалы XX века.

## Биография
Ромелия Аларкон Барриос родилась 27 октября 1900 года в Кобане (департамент Альта-Верапас, Гватемала) в семье Марии Барриос Норьеги и Сальвадора Аларкона. Она вышла замуж за Доминго Фольгара Гарридо и родила семерых детей. Она начала писать только после замужества, так что все её произведения подписаны фамилией по мужу. 
Несмотря на отсутствие формального образования, благодаря своим связям с интеллектуалами и деятелями искусства она смогла построить карьеру в журналистике и литературе, став «одной из важнейших гватемальских поэтов XX века». В 1945 году, вдохновляясь успехами женщин в борьбе за избирательное право в Англии, Франции и США, Аларкон вместе с Лаурой Бендфельдт, Марией Альбертиной Гальвес, Клеменсией де Эррарте, Глорией Менендес Мина, Адрианой де Палареа, Грасиелой Куан и Магдаленой Спинолой сформировали Комитет за гражданство (Comité Pro-Ciudadanía) для достижения женского избирательного права в Гватемале.
Аларкон Фольгар работала журналисткой на радио, а также публиковала статьи в газетах и журналах. Она основала Revista Minuto и как редактор Revista Pan-Americana много путешествовала по миру. За свою жизнь она опубликовала тринадцать книг, а после её смерти ещё две были изданы одной из дочерей.
Она начала публиковать свои стихи в 1938 году, выпустив книгу под названием «Llamaradas» («Пламя»). В ней она выступает как одна из первых в стране защитников окружающей среды и говорит об обязанности сохранять природу в контексте защиты метисского населения. В отличие от позднейшей поэзии, известной прежде всего своим социальным комментарием, сборник «Llamaradas» объединён центральной темой защиты великого древа майя. Ряд других ранних произведений поэтессы посвящён бытовым темам, выходивших за рамки ожиданий от поэзии того времени. В позднейших работах она рассматривала место женщины в обществе и отсутствие свобод, а в своих последних сочинениях сетовала на невидимость и дискомфорт из-за того, что окружающий мир не понимал её.
Аларкон Фольгар умерла 19 июля 1971 года и была похоронена на Общем кладбище в городе Гватемала.

## Произведения

### Стихи
- 1938 Plaquetes
- 1938 Llamaradas
- 1944 Cauce
- 1944 Clima verde en dimensión de angustia
- 1954 Isla de novilunios
- 1957 Viento de colores
- 1958 Día vegetal
- 1959 Vigilia blanca
- 1961 Claridad
- 1963 Poemas de la vida simple
- 1964 Sin brújula
- 1964 Plataforma de cristal
- 1966 Pasos sobre la yerba
- 1967 Casa de pájaros
- 1970 Tránsito terrestre
- 1972 Tiempo inmóvil
- 1976 Más allá de la voz
- 1976 El Vendedor de trinos

### Рассказы
- 1950 Cuentos de la Abuelita
- 1964 Sin brújula: cuentos
- 1968 Gusano de luz: cuentos infantiles
- 1968 Vendedor de trinos: cuentos de misterio